# ProjeKct Six
ProjeKct Six è un Progetto parallelo del gruppo King Crimson, facente parte della nutrita serie dei «ProjeKct», il ramo di ricerca e sviluppo musicale portato avanti negli anni '90 dal gruppo stesso.
Il ProjeKct Six vede Robert Fripp alla chitarra e Adrian Belew alla batteria elettronica V-Drum; Belew suona anche il basso e la chitarra. Fece il suo debutto negli USA alla fine del 2006, aprendo un concerto dei Porcupine Tree.

## Discografia
- 2006 - East Coast Live